# Koszalin
Koszalin [koˈʃalʲin] (tyska: Köslin) är en stad och stadskommun i Västpommerns vojvodskap i Polen med omkring 108 000 invånare. Administrativt utgör Koszalin ett självständigt distrikt (Powiat) i Västpommerns vojvodskap, och omges av distriktet Powiat koszaliński som inte staden själv tillhör, men som administreras från Koszalin.
Koszalin blev polskt efter andra världskriget och den största delen av den tyska befolkningen fördrevs då från staden.

## Historik

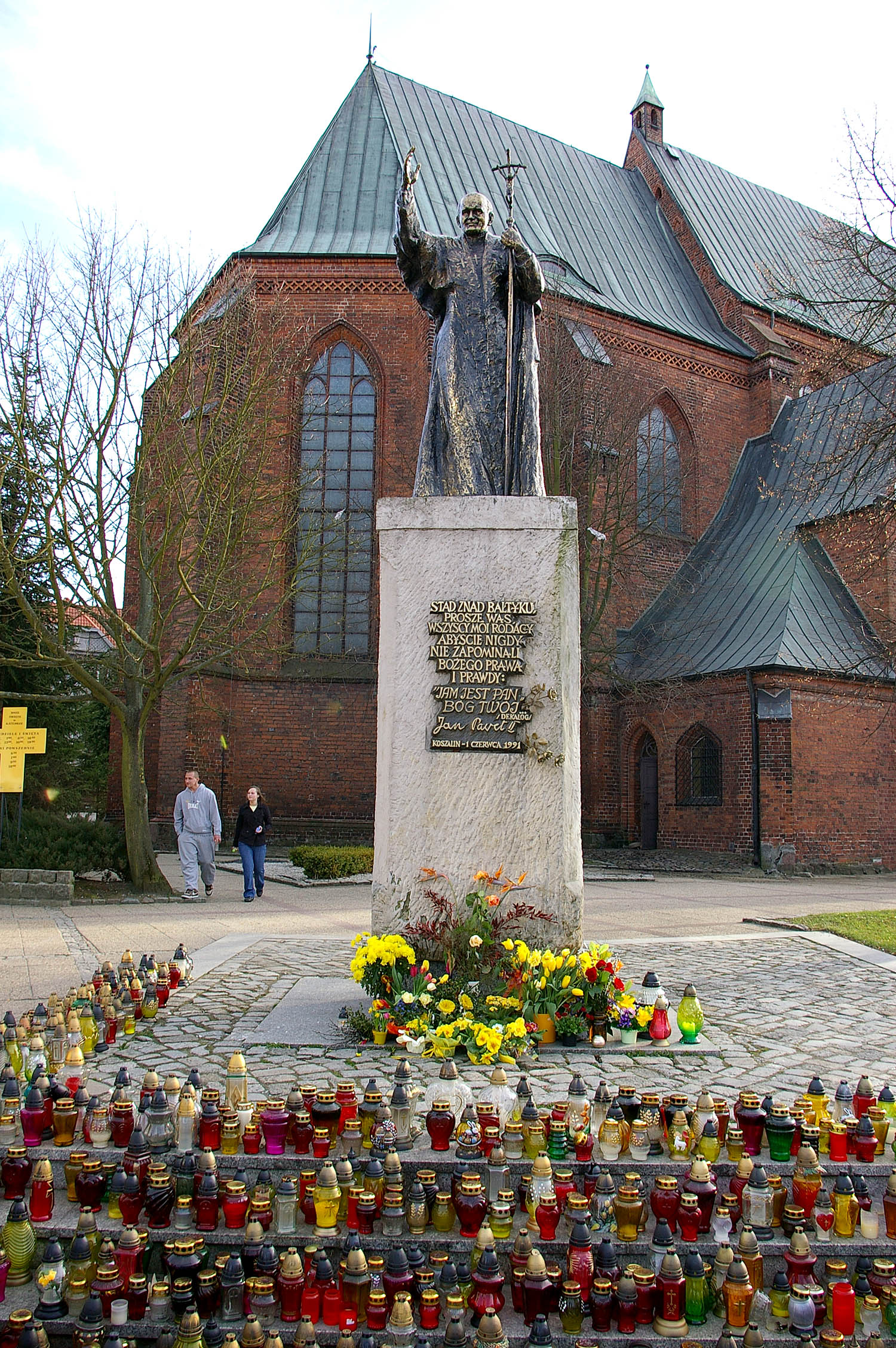
Staty av påven Johannes Paulus II utanför stadskyrkan S:ta Maria.

1214 donerade hertig Bogislav II av Pommern byn Koszalice/Cossalitz vid Chełmskaberget i Kolbergs län (una villa ... Cussalitz iuxta Cholin in terra Cholbergensis) till premonstratenserklostret i Belbuck nära Treptow an der Rega. 1248 överfördes den östra delen av Kolberg med bland annat byn Cossalitz av hertig Barnim I till biskopsdömet Cammin.
1266 utfärdade biskop Hermann von Gleichen ett privilegiebrev för byn "Cussalin" där han bland annat ger samhället lybsk rätt och lokalt självstyre. Samhället utvecklades nu snabbt till en stadsbildning. Genom förvärvet av byn Jamno 1331, en del av sjön Jamno och byn Unieście 1353 fick staden direkt kontakt med Östersjön. Härigenom kom staden under 1400-talet i konflikt med andra kuststäder i Pommern, främst Kolberg och Darłowo.
1534 infördes reformationen i Köslin av reformatorn Johannes Bugenhagen. Sverige ockuperade området under trettioåriga kriget och efter Westfaliska freden 1648 kom området att tillfalla kurfurstendömet Brandenburg och uppgick tillsammans med Brandenburg 1701 i kungadömet Preussen. Köslin blev kraftigt förstört genom en stadsbrand 1718. Staden ockuperades av franska trupper 1807. Efter Wienkongressen 1815 och Preussens administrativa reformer blev staden huvudort i regeringsområdet Köslin i provinsen Pommern. 1871 blev Köslin en del av Tyska kejsardömet.
Under det andra världskriget blev Köslin centrum för det tyska projektet med långdistansraketer av typen V-2. Den 4 mars 1945 erövrades staden av Sovjetunionen. I enlighet med Potsdamöverenskommelsen kom staden under polsk administration. Merparten av den tyska befolkningen flydde eller deporterades. Under decennierna efter kriget återbefolkades staden av polska bosättare och flyktingar från tidigare polska områden öster om Curzonlinjen. Sedan krigsslutet är staden känd under den polska namnformen Koszalin.

## Historiska byggnader
Den medeltida staden byggdes på toppen av en förhöjning i landskapet. Den äldsta befästningsanlägget utgjordes av palissadverk i trä. Mellan åren 1291 och 1350 förstärktes stadens försvar med en hög tegelmur med framförliggande djupare ravin- och vattenområde. Rester efter stadsmuren finns fortfarande bevarad, speciellt utmed stadens norra sida. Muren hade en omkrets på ca 1600 meter, var sju meter hög och 1,30 meter bred. Den hade tre portar och 46 mindre vakttorn. Efter den stora stadsbranden 1718 bröts de övre delarna av muren ner och materialet användes till att återuppföra stadens vid branden förstörda hus. På 1800-talet försvann de medeltida porttornen.
Katedralen mitt i staden är helgad till jungfru Maria. Den uppfördes 1300-1330 som en typisk exponent av den baltiska kyrkotypen; en tegelbasilika med högt långhus, sidoskepp i norr och söder samt en koromgång. I väster finns ett väldigt brett, massivt och högt torn försedd med för stilen typiska höga blinderingar i yttermurarna. Huvudaltaret i koret tillkom 1512. Det äldsta inventariet är dopfunten från 1200-talet.
Runt 1300 började cistercienserna uppföra en klosterkyrka i staden. Cisterciensernunnorna var verksamma i Koszalin från 1278 fram till mitten av 1500-talet. Hertig Franz I återställde 1602-1609 kyrkan, som då var närmast en ruin. Den blev i samband med ombyggnaden slottskyrka. Kyrkan skadades svårt under branden 1718 men restaurerades 1818-1819. 
Stadens medeltida sjukhus utgjordes av S:t Gertruds kapell vilket låg strax utanför den södra delen av stadsmuren. Denna placering i utkanten eller strax utanför städerna var vanlig för S:t Gertrudstiftelserna. Kapellet uppfördes 1383. Senare skiftade funktionen till att bli ett begravningskapell. 1735 användes det till ammunitionsförråd och fick då en del skador. I början av 1900-talet återfick kapellet sin religiösa funktion och byggnaden återställdes till sin ursprungliga form. Från 1999 är kapellet en protestantisk kyrkobyggnad.

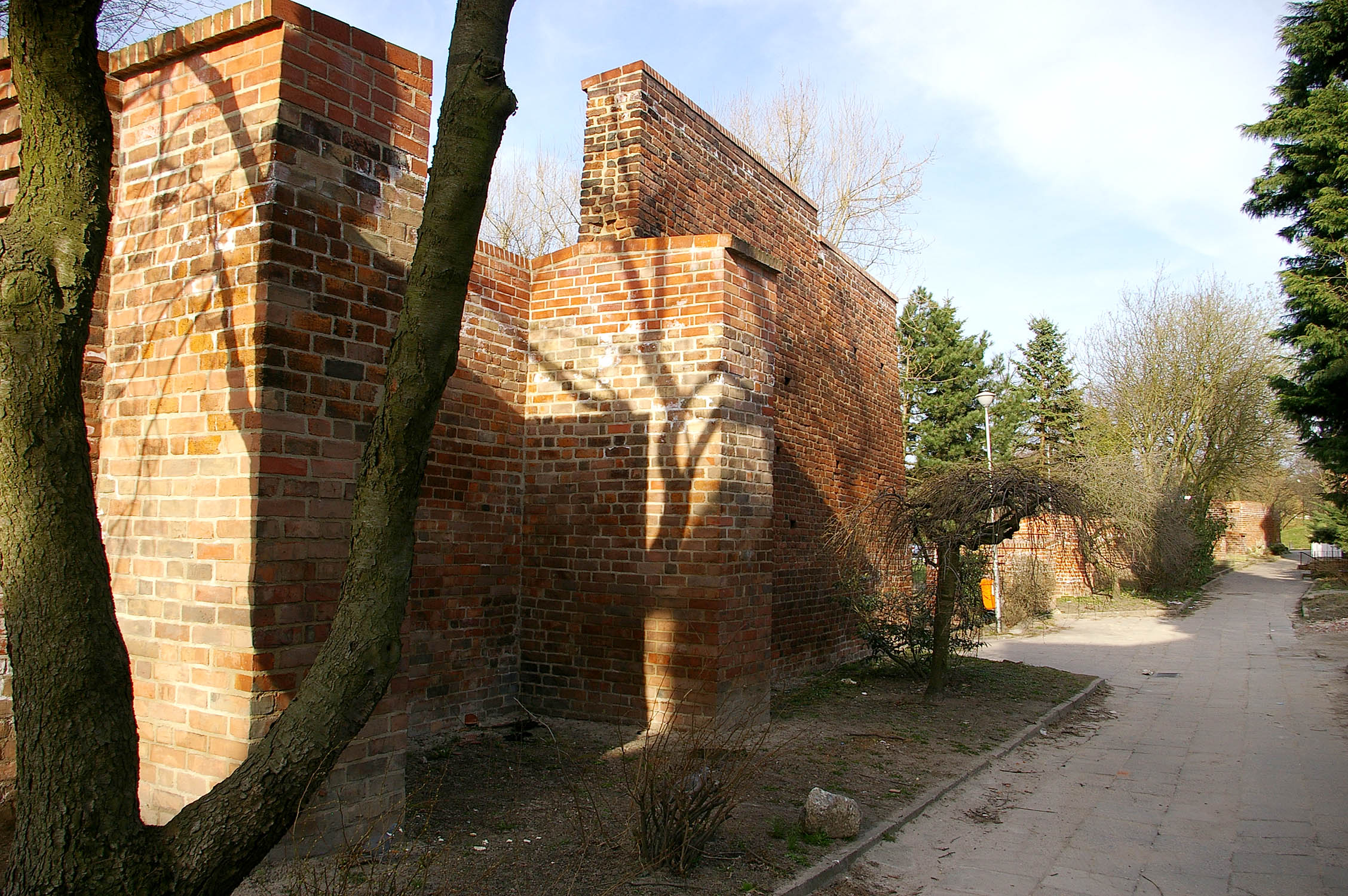
Den medeltida stadsmuren.
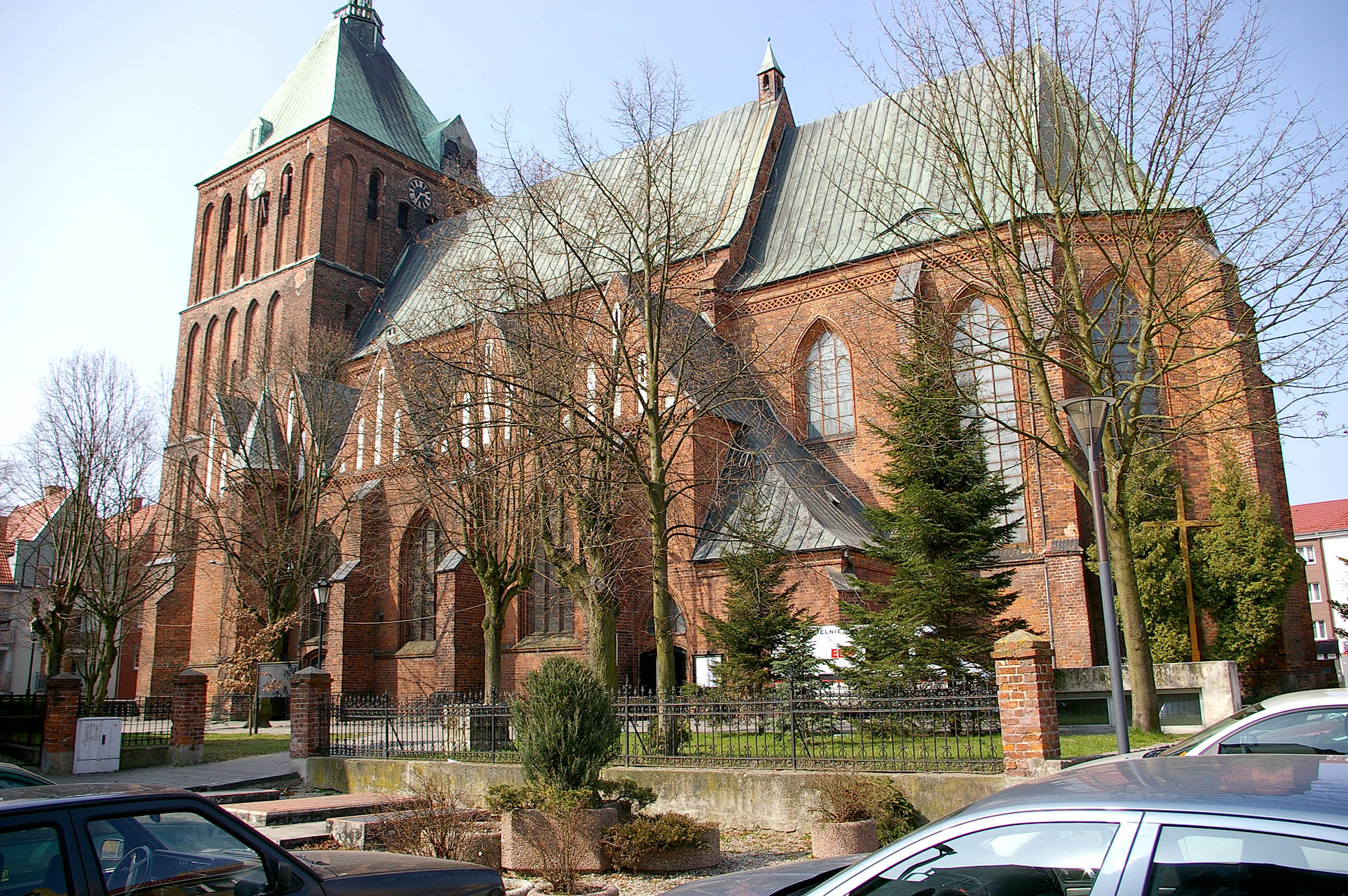
Stadskyrkan S:ta Maria.
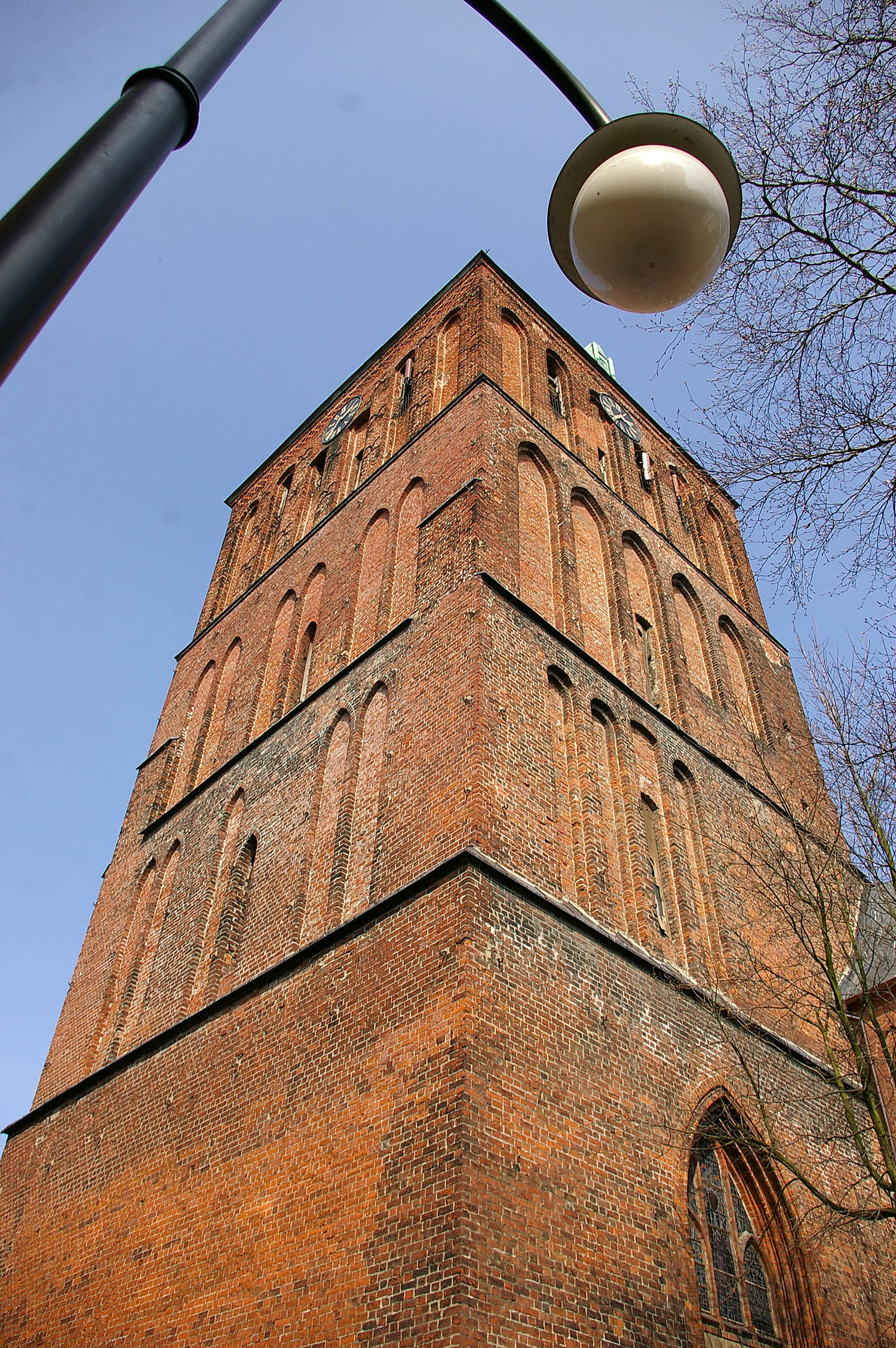
Västtornet till S:ta Maria kyrka.
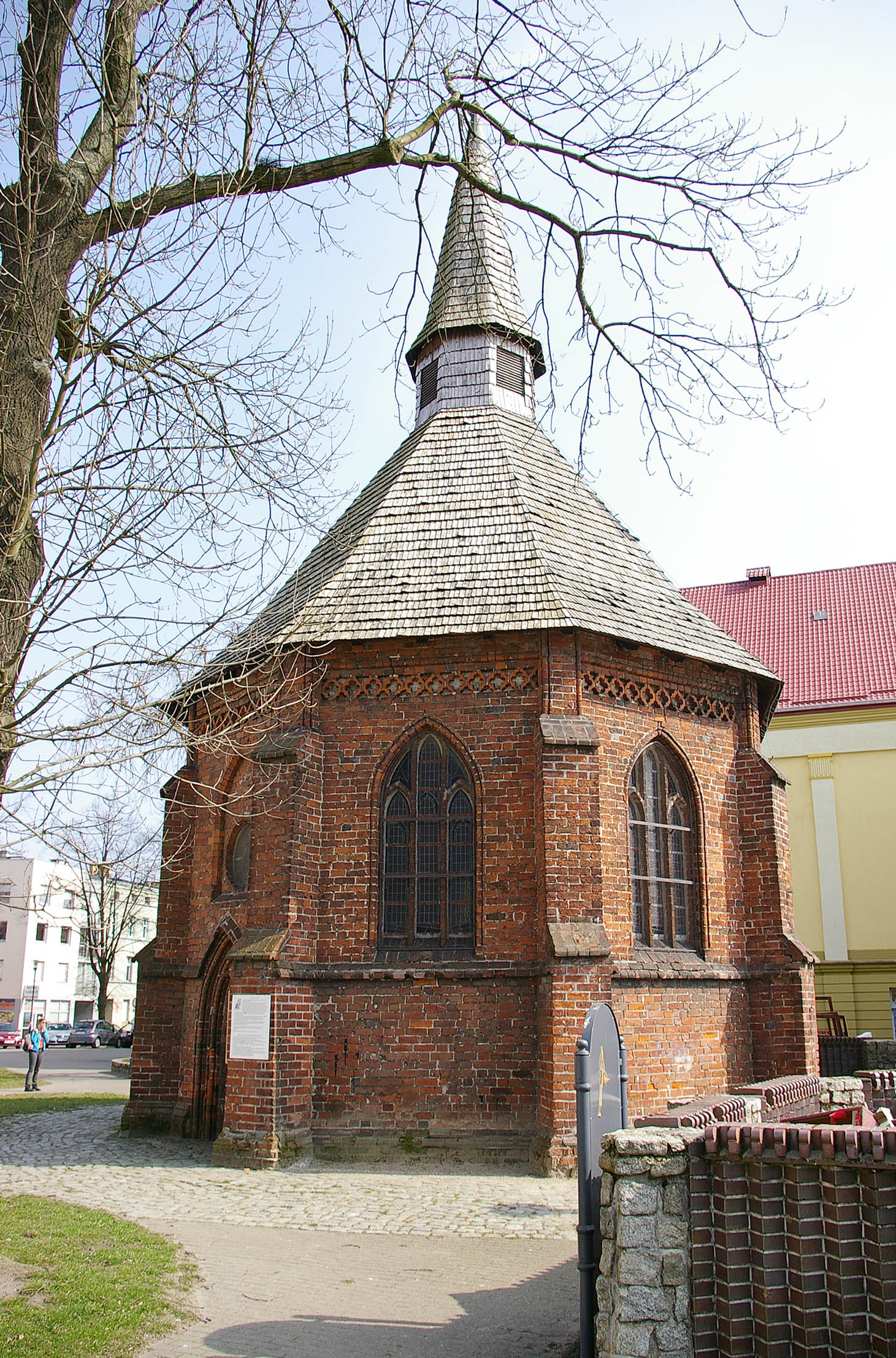
S:ta Gertruds kapell.
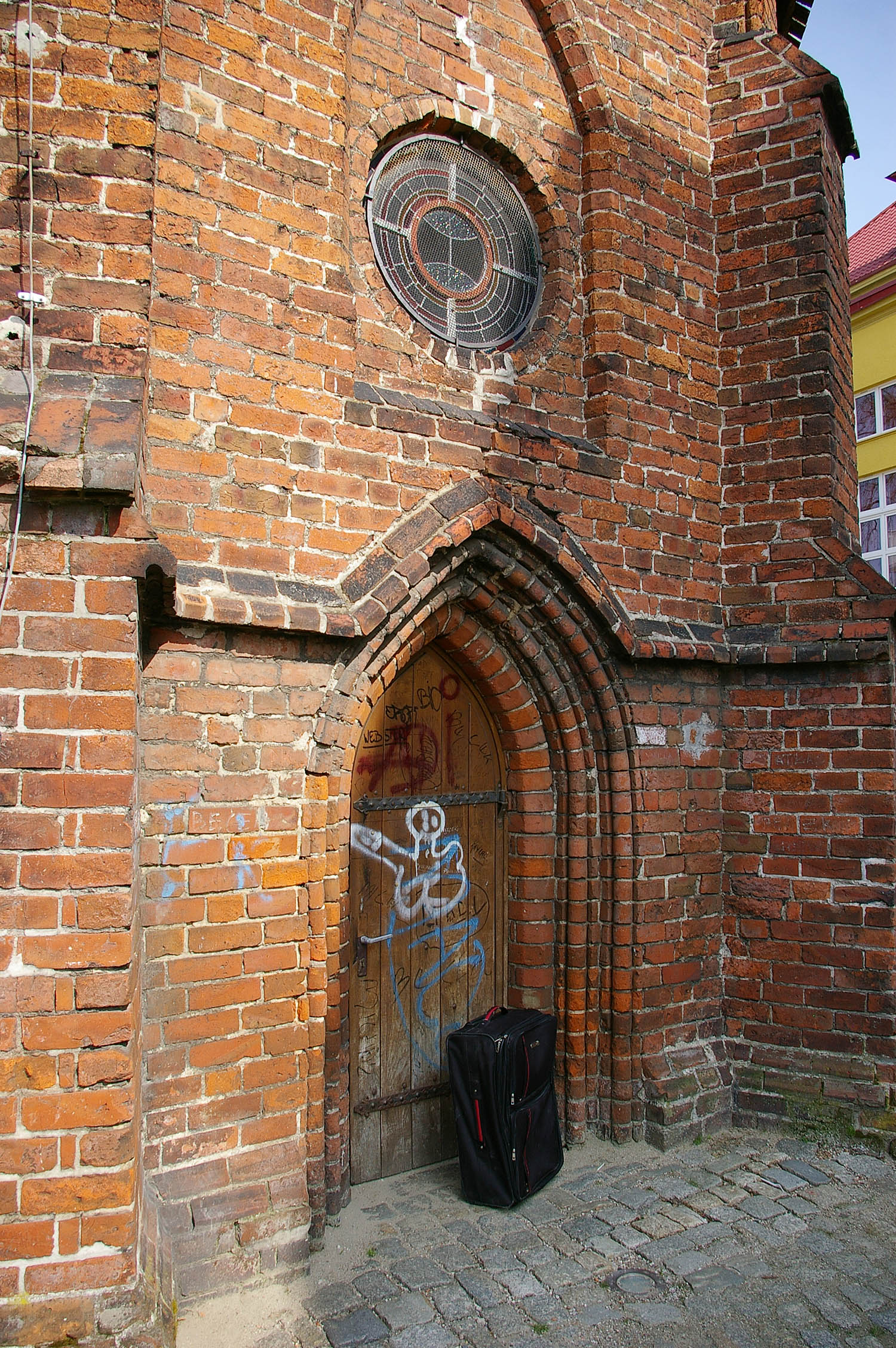
Södra ingången till S:ta Gertruds kapell.
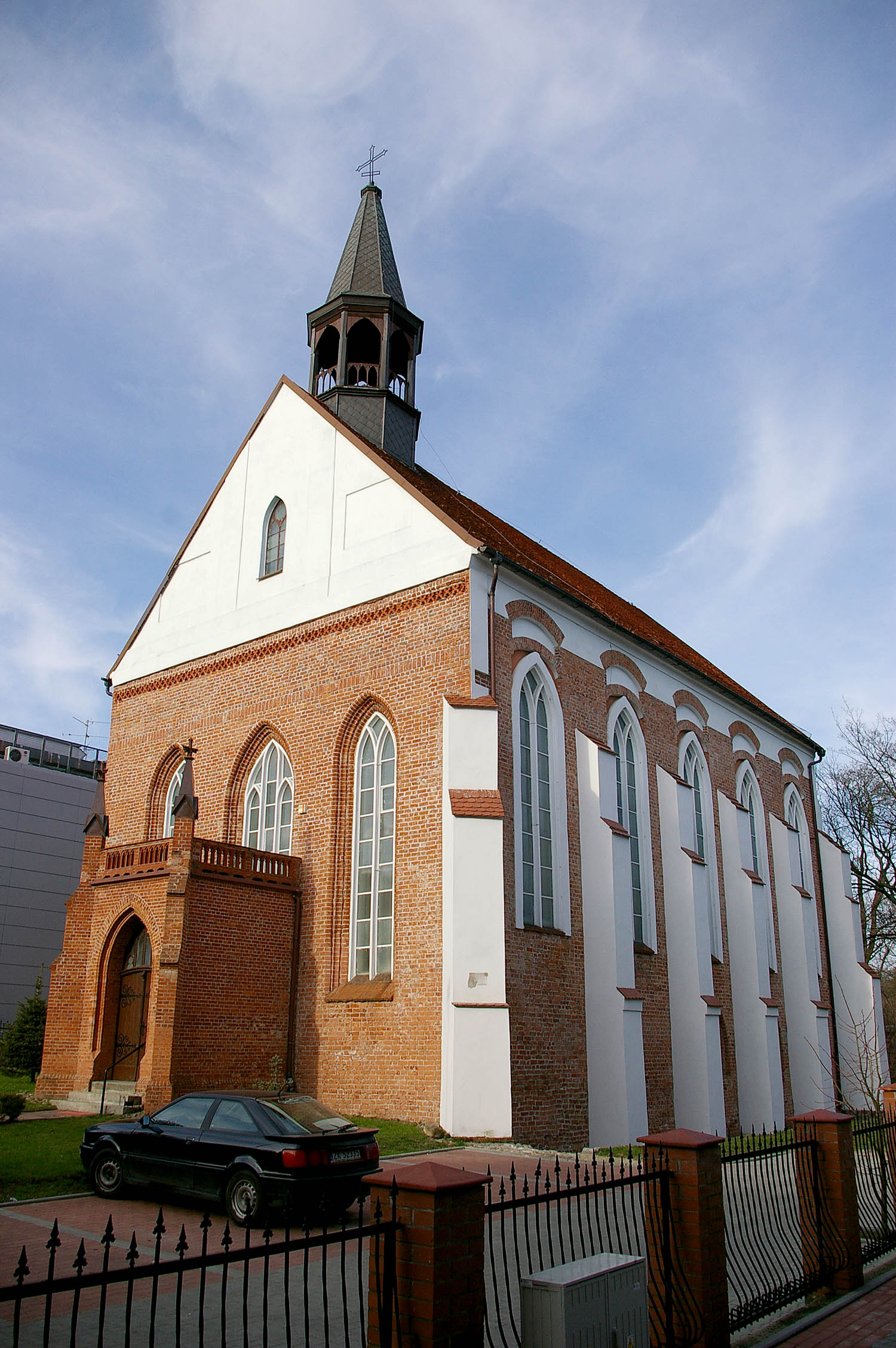
Cistercienserkyrkan, sedermera slottskyrkan.
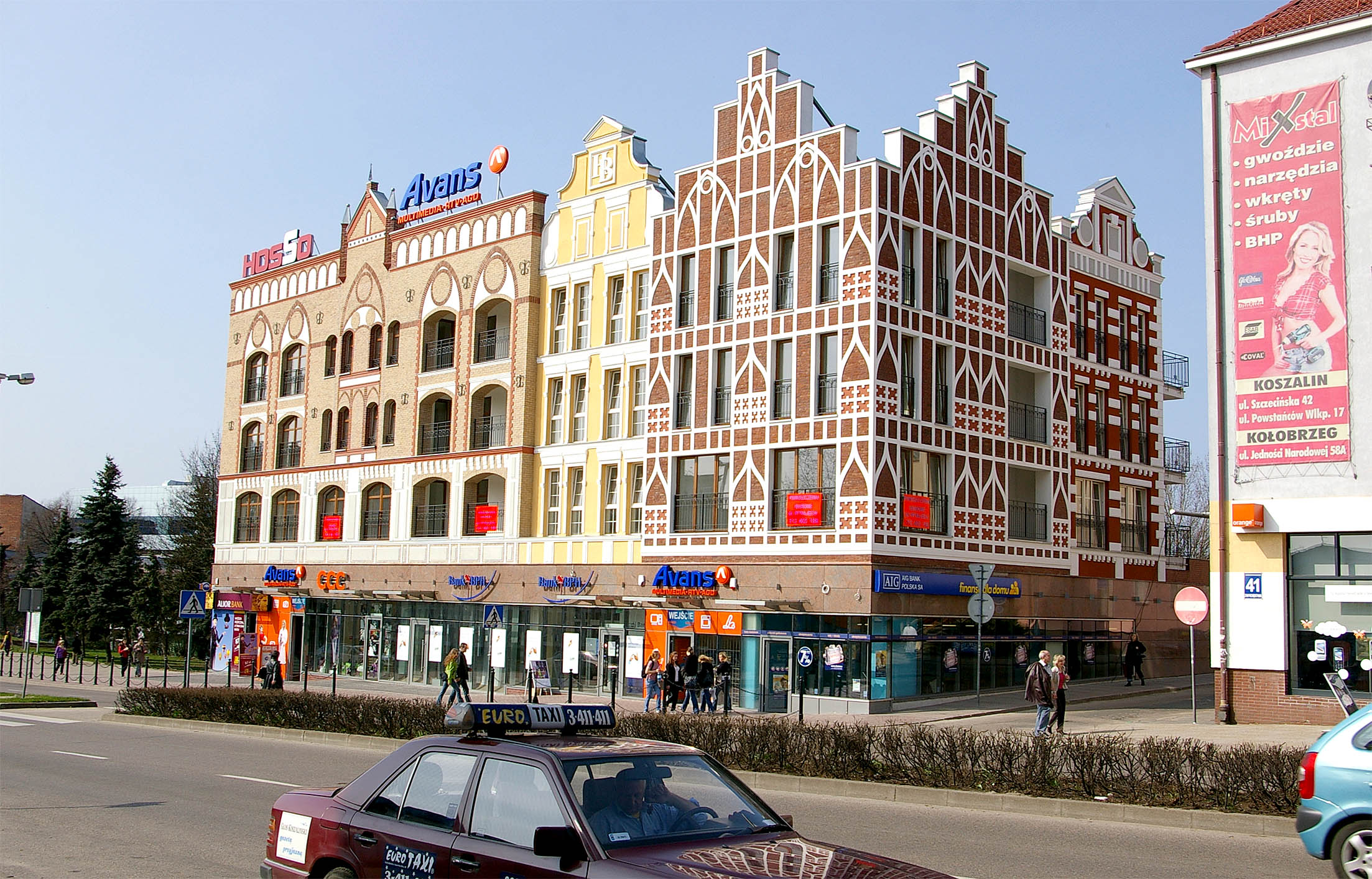
Moderna byggnader i postmodernistisk stil vid huvudgatan